# Сысоево (Устюженский район)
Сысоево — деревня в Устюженском районе Вологодской области.
Входит в состав Лентьевского сельского поселения, с точки зрения административно-территориального деления — в Лентьевский сельсовет.
Расположена при впадении реки Исток в Шалочь. Расстояние по автодороге до районного центра Устюжны — 36 км, до центра муниципального образования деревни Лентьево — 14 км. Ближайшие населённые пункты — Пожарки, Понизовье, Шалочь.
Население по данным переписи 2002 года — 2 человека.